# Klooster Sint-Agnietenberg
Het Klooster Sint-Agnietenberg (ook Bergklooster op de Sint-Agnietenberg) was een 15e-eeuws Windesheims augustijnenklooster nabij Zwolle.

## Geschiedenis
Omstreeks 1384 vestigden zich hier enkele Broeders van het Gemene Leven uit Zwolle op aanwijzing van Geert Grote. Het Klooster Sint-Agnietenberg is in 1398 gesticht en bezat naar alle waarschijnlijkheid Agnesrelikwieën. Het zegel van het klooster is dan ook een Agnes en het lam.
Het klooster en de Dom van Utrecht onderhielden sterkte banden met elkaar en de regulieren moesten tijdens het Utrechts Schisma uitwijken.
In dit klooster zijn een aantal werken tot stand gekomen: De Chronica Montis Sanctae Agnetis en De imitatione Christi werden er door Thomas a Kempis geschreven. Hij verbleef hier vanaf 1399 en was in 1425 en in 1448 subprior. Thomas is aldaar in 1471 gestorven. De regulier Gerrit van Weesp schreef hier in 1454 een vertaling van de Dialogus Miraculorum.
In 1559 werd het complex toegewezen als 'tafelgoed' van de bisschop van Utrecht. In 1577 trokken de Staten van Overijssel de goederen aan zich, maar Filips II van Spanje bepaalde echter in 1580 dat de kloostergoederen zouden dienen tot het stichten van een collegium studiosorum. Het katholieke kloostercomplex werd tussen 1581 en 1591 afgebroken door het protestantse gemeentebestuur van Zwolle. De kloostergoederen werden eerst in 1591 aan de proost van Sint Lebuïnus te Deventer voor zijn onderhoud toebedeeld en een jaar later aan de stad Zwolle.

### Begraafplaats Bergklooster
De Begraafplaats Bergklooster was ooit onderdeel van het klooster. Hier liggen enkele bekende Nederlanders en Zwollenaren. In 1998 werden aan de oostkant van de begraafplaats de funderingsresten van de kloosterkerk gevonden.

## Priors
- 1399-1408: Johan Kempis
- 1408-1425: Willem Vorncken[8]